# 加滕多夫 (奥地利)
加滕多夫（德語：Gattendorf）是奥地利布尔根兰州滨湖新锡德尔县的一个市镇。总面积25.12平方公里，总人口1120人，人口密度44.6人/平方公里（2001年）。